# 王逢原 (1912年)
王逢原（1912年—1980年1月7日），曾用名王逢源，男，吉林长春人，中华人民共和国政治人物，曾任国家经济委员会副主任，黑龙江省人民委员会副省长。